# Der Standard
Дер-Штанда́рд (нім. Der Standard) — часопис (Австрія). Рік заснування — 1988 р.
Головним редактором є Александра Федерль-Шмід (нім. Alexandra Föderl-Schmid), генеральним директором — Оскар Броннер (нім. Oscar Bronner). Акціонери : Bronner Online AG — 41%, Bronner Family Foundation — 49%, Оскар Броннер — 10%.